# 1383
| [ Edytuj tabelę ]                          | |
| Król Polski                                | - 1382 bezkrólewie 1384                                                                                                   |
| Współksiążęta Andory                       | - 1370 Berenguer d'Erill i de Pallars 1387 - 1343 Gaston III 1391                                                         |
| Król Anglii                                | - 1377 Ryszard II 1399 |
| Król Aragonii i Walencji, hrabia Barcelony | - 1336 Piotr IV Aragoński 1387                                                                                            |
| Władca Azteków                             | - 1376 Acamapichtli 1395                                                                                                  |
| Elektor Brandenburgii                      | - 1378 Zygmunt Luksemburski 1388                                                                                          |
| Książę Bawarii-Ingolstadt                  | - 1375 Stefan III 1413 |
| Książę Bawarii-Landshut                    | - 1375 Fryderyk 1393 |
| Książę Bawarii-Monachium                   | - 1375 Jan II 1397 |
| Książę Burgundii                           | - 1364 Filip II Śmiały 1404                                                                                               |
| Cesarz Bizancjum                           | - 1379 Jan V Paleolog 1390                                                                                                |
| Car Bułgarii                               | - 1371 Iwan Szyszman 1393 - 1356 Iwan Stracimir 1396                                                                      |
| Cesarz Chin                                | - 1368 Hongwu 1398 |
| Król Cypru                                 | - 1382 Jakub I 1398 |
| Król Czech                                 | - 1378 Wacław IV Luksemburski 1419                                                                                        |
| Król Danii                                 | - 1376 Olaf Haakonsson 1387                                                                                               |
| Władca Egiptu                              | - 1382 Barkuk 1389 |
| Cesarz Etiopii                             | - 1382 Dawid I 1413 |
| Król Francji                               | - 1380 Karol VI 1422 |
| Król Gruzji                                | - 1360 Bagrat V Wielki 1393                                                                                               |
| Hrabia Holandii                            | - 1358 Albert 1404 |
| Cesarz Japonii                             | - 1368 Chōkei 1383 - 1383 Go-Kameyama 1392                                                                                |
| Kalif                                      | - 1362 Al-Mutawakkil I 1383 - 1383 Al-Wathiq II 1386                                                                      |
| Król Kastylii i Leónu                      | - 1379 Jan I 1390 |
| Patriarcha Konstantynopola                 | - 1379 Nil Kerameus 1388                                                                                                  |
| Władca Korei                               | - 1374 U 1388 |
| Wielki książę litewski                     | - 1382 Jagiełło 1400 |
| Cesarz Majapahitu                          | - 1350 Hajam Wuruk 1389                                                                                                   |
| Sułtan Maroka                              | - 1372 Abu al-Abbas Ahmad 1384                                                                                            |
| Książę Mediolanu                           | - 1354 Bernabò 1385 - 1378 Giovanni Galeazzo 1402                                                                         |
| Wielki książę moskiewski                   | - 1359 Dymitr Doński 1389                                                                                                 |
| Król Nawarry                               | - 1349 Karol II Zły 1387                                                                                                  |
| Król Norwegii                              | - 1380 Olaf Haakonsson 1387                                                                                               |
| Elektor Palatynatu                         | - 1356 Ruprecht I 1390 |
| Papież awinioński                          | - 1378 Klemens VII 1394                                                                                                   |
| Papież                                     | - 1378 Urban VI 1389 |
| Król Portugalii                            | - 1367 Ferdynand I 1383 - 1383 Leonor Teles de Menezes (regentka) 1383 - 1383 Jan I (regent) 1385                         |
| Cesarz Rzymski (niemiecki)                 | - 1378 Wacław IV Luksemburski 1400                                                                                        |
| Kapitanowie Regenci San Marino             | - 1383 Paolino di Giovanni di Bianco Guidino di Foschino]] 1383 - 1383 Lunardino di Bernardo Giannino di Cavalluccio 1383 |
| Książę Serbii                              | - 1371 Łazarz I Hrebeljanović 1389                                                                                        |
| Elektor Saksonii                           | - 1370 Wacław 1388 |
| Król Szkocji                               | - 1371 Robert II 1390 |
| Król Szwecji                               | - 1364 Albrecht Meklemburski 1389                                                                                         |
| Król Tajlandii                             | - 1370 Pha Ngua 1388 |
| Sułtan Turków                              | - 1360 Murad I 1389 |
| Doża Wenecji                               | - 1382 Antonio Veniero 1400                                                                                               |
| Król Węgier                                | - 1382 Maria Andegaweńska 1395                                                                                            |
| Wielki mistrz zakonu krzyżackiego          | - 1382 Konrad Zöllner von Rotenstein 1390                                                                                 |

Rok 1383 / MCCCLXXXIII
stulecia: XIII wiek ~
XIV wiek ~
XV wiek

lata: 1373 «
1378 «
1379 «
1380 «
1381 «
1382 «
1383
» 1384
» 1385
» 1386
» 1387
» 1388
» 1393

## Wydarzenia w Polsce
- 15 lutego – podczas wojny rodów rycerskich Grzymalitów i Nałęczów doszło do bitwy pod Szamotułami.
- 26 lutego – odbył się pierwszy zjazd w Sieradzu.
- 28 marca – odbył się drugi zjazd w Sieradzu.
- Budowa klasztoru w Kartuzach

## Wydarzenia na świecie
- 14 maja – w Elvas Jan I król Kastylii i Leónu poślubił Beatrycze Portugalską (hiszp. Beatriz de Portugal), córkę Ferdynanda I Portugalskiego.

## Urodzili się
- 4 września – Amadeusz VIII, hrabia i książę Sabaudii, później antypapież Feliks V (zm. 1451)

## Zmarli
- 1 marca – Amadeusz VI, hrabia Sabaudii (ur. 1334)
- 15 czerwca – Jan VI Kantakuzen, cesarz bizantyński (ur. 1294/1295)
- 22 października – Ferdynand I Burgundzki, król Portugalii (ur. 1345)